# الاستفتاء الدستوري الفنزويلي 2007

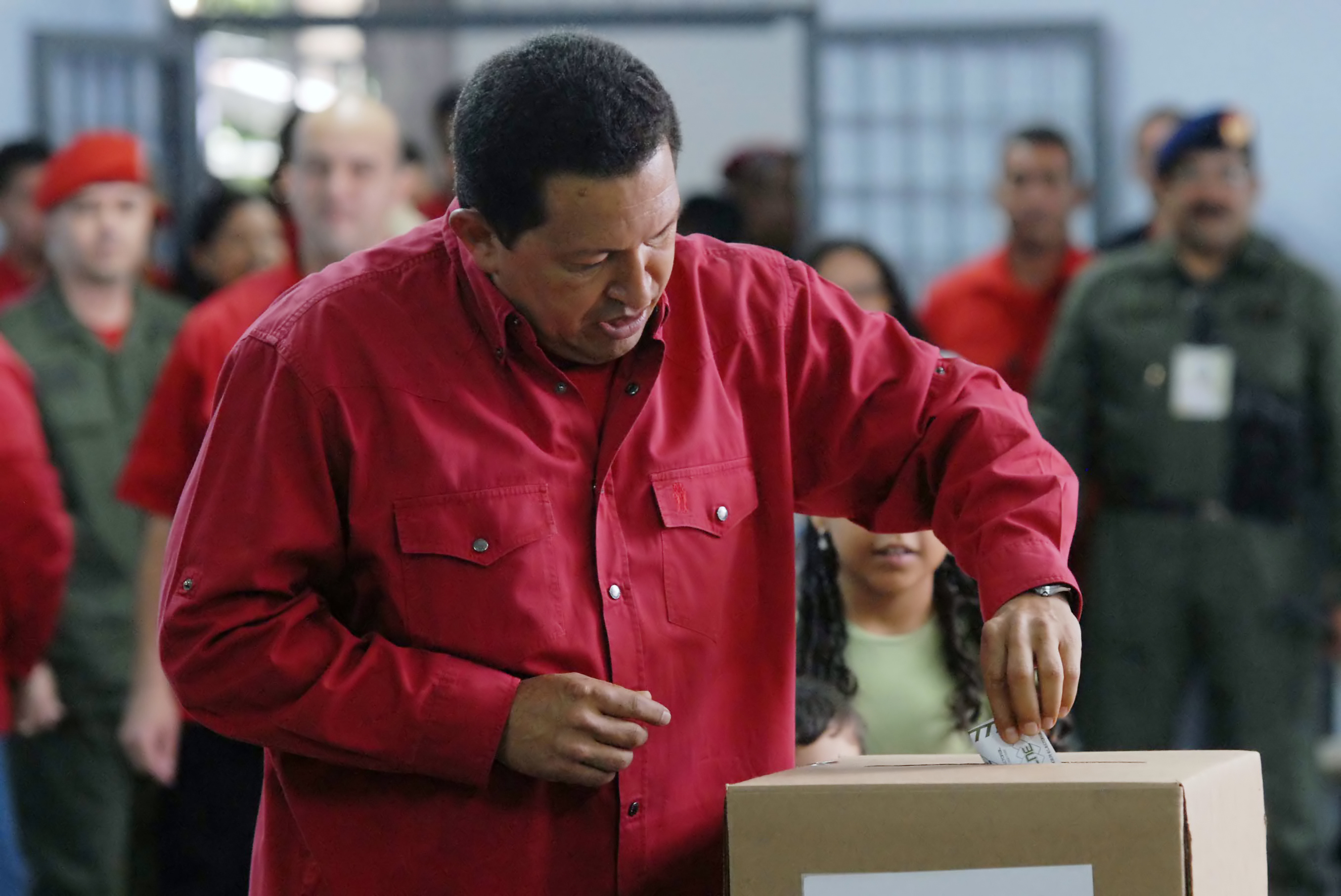
الرئيس شافيز يدلي بصوته

أجري استفتاء دستوري في فنزويلا في 2 ديسمبر 2007 لتعديل 69 مادة من دستور عام 1999. وكان الإصلاح مطلوبا، وفقا لما ذكره الرئيس الفنزويلي هوغو شافيز، لبدء التحول إلى بلد اشتراكي؛ وقال منتقديه أنه كان يستخدم الإصلاحات ليصبح دكتاتورا.
فقد هزم الاستفتاء بفارق ضئيل، مما أعطى شافيز الخسارة الأولى والوحيدة في رئاسته التي دامت تسع سنوات. وقد ساعدت الاحتجاجات الطلابية في الجامعة والمعارضة من الحلفاء السابقين في تأجيج الهزيمة، ولكن نتائج الاستفتاء ونسبة الامتناع عن التصويت التي بلغت 44% تشير إلى أن الدعم تضاءل أيضا بين القاعدة التقليدية لفقراء فنزويلا في عهد شافيز.

## الاقتراح
في 15 أغسطس 2007، اقترح الرئيس الفنزويلي هوغو شافيز تعديلا على 33 مادة من دستور فنزويلا الذي يتضمن 350 مادة. فالنص الدستوري يسمح للرئيس، أو الجمعية الوطنية لفنزويلا، أو الجمعية التأسيسية، بطلب إجراء تغييرات؛ وينبغي إقرار الإصلاح عن طريق استفتاء وطني. تم الترويج لدستور عام 1999 من قبل شافيز وتبنى من قبل الاستفتاء الشعبي. ووفقا لما ذكره شافيز، فإن الإصلاحات الدستورية المقترحة مطلوبة لاستكمال الانتقال إلى جمهورية اشتراكية وتنفيذ أجندته الاشتراكية؛ وقال المنتقدون أنه كان يستخدم الإصلاحات ليصبح ديكتاتورا. وقد حظي الاقتراح بالترحيب من قبل مؤيدي الحكومة بوصفه «بداية عهد جديد نحو الاشتراكية»، ولكن بوديموس، وهو حزب مؤيد للحكومة، أعرب عن عدم موافقته وزعم أن شافيز كان يسعى إلى الحصول على السلطة مدى الحياة.
تتطلب الإجراءات الدستورية لفنزويلا ثلاث مناقشات أمام الجمعية الوطنية لإصلاح الدستور. وقد أجريت أول مناقشة بنجاح في 21 أغسطس 2007 وأعطت الموافقة الأولية للغرض العام للإصلاح. وخلال التصويت الناجح الثاني في 11 سبتمبر 2007، أضافت الجمعية الوطنية تعديلات على اقتراح إصلاح شافيز الأصلي، مما أثار غضب حزب بوديموس، الذي قال إن الجمعية الوطنية انتهكت الدستور. وقد وافق التصويت الثالث في 25 أكتوبر 2007 على الاقتراح، الذي تم توسيعه من 33 مادة إلى 69 مادة. وتمت الموافقة البرلمانية النهائية على الاستفتاء في 2 نوفمبر 2007.
وتضمن الاقتراح النهائي 69 تعديلا دستوريا يجري التصويت عليها في كتلتين: 33 تعديلا كان الرئيس شافيز قد اقترحه أصلا، بالإضافة إلى 13 مادة أخرى قدمتها الجمعية الوطنية (الاقتراح ألف) و 23 مادة أخرى للإصلاح اقترحتها الجمعية الوطنية (الاقتراح باء). وشملت التغييرات المقترحة ما يلي:
- إلغاء حدود الولاية الرئاسية، والسماح بإعادة انتخاب الرئيس إلى أجل غير مسمى (غير مسموح بأي منصب سياسي آخر)،
- توسيع استحقاقات الضمان الاجتماعي لتشمل العاملين في الاقتصاد غير الرسمي،
- إنهاء استقلال البنك المركزي ومنح الرئيس السيطرة ووضع الرئيس مسؤولا عن إدارة الاحتياطيات الدولية للبلاد
- حظر عقارات كبيرة، بينما «السماح للدولة باحتلال الممتلكات التي تقرر نزع ملكيتها مؤقتا قبل أن تحكم المحكمة»،
- تقليل الحد الأقصى لأسبوع العمل من 44 إلى 36 ساعات وتقليل يوم العمل من ثماني إلى ست ساعات،
- خفض سن التصويت من 18 إلى 16 عاما،
- زيادة الفترة الرئاسية من ست سنوات إلى سبع سنوات
- السماح للرئيس بإعلان حالة طوارئ غير محدودة،
- حظر التمويل الأجنبي للجمعيات السياسية.
- إتاحة التمويل العام للرابطات السياسية.
- حظر التمييز القائم على التوجه الجنسي.

## الحملة
وفي نوفمبر 2007، خرجت مظاهرات في كاراكاس وست مدن أخرى بشأن التغييرات الدستورية المقترحة. وسار «عشرات الآلاف» من الناخبين «المؤيدين» في كاراكاس بعد الموافقة على الاستفتاء أخيرا في 2 نوفمبر. وفي 7 نوفمبر، اندلعت أعمال شغب في الجامعة المركزية لفنزويلا أسفرت عن إطلاق نار وإصابة عدة بجروح؛ وقد تم تسجيل لقطات على شريط. وفي أواخر نوفمبر 2007، قبل أيام فقط من الاستفتاء، سار عشرات الآلاف في كاراكاس من أجل التصويت بـ «نعم» و«لا». وقدر سياسي معارض الحشد الذي كان يسير من أجل التصويت بـ «لا» بـ 160,000 صوتا. وكانت الاحتجاجات سلمية إلى حد كبير، ولم ترد أنباء إلا عن وفاة واحدة.
وأعرب بعض مؤيدي شافيز عن قلقهم وعدم موافقتهم على مقترحاته بتغيير الدستور. وامتنع العديد من الناخبين عن التصويت، بدلا من التصويت بالرفض ضد شافيز. لعبت حركة الطلاب دورا حاسما في تعزيز هذا الموقف وفي تنظيم مسيرات عديدة. لعبت حركة الطلاب دورا كبيرا في العملية السياسية الفنزويلية، بعد أن حصل على موقع بارز خلال احتجاجات انتهاء صلاحية ترخيص إذاعة تليفزيون كاراكاس.

## الرد
وفي اعتراف شافيز بالهزيمة، أصر على أنه «سيواصل المعركة لبناء الاشتراكية».
وشملت ردود وسائل الإعلام في أمريكا اللاتينية تقارير خاصة أبرزت أول نكسة انتخابية لشافيز منذ تسع سنوات وقبوله الأخلاقي للهزيمة. ووفقا لبيان صحفي من ميركوسور، كانت الاستجابة العامة لأمريكا اللاتينية هي الثناء على «النضوج الديمقراطي» الذي أثاره الشعب الفنزويلي. وقال وزير الخارجية البرازيلي سيلسو أمورين إن «الرئيس قبل النتيجة بأسلوب هادئ وأنيق جدا». وقال رئيس المكسيك فيليبي كالديرون إن شافيز أظهر «جرأة هائلة للاعتراف بمثل هذه النتائج». وقال وزير خارجية إسبانيا، ميغيل أنخيل موراتينوس، إن «التعبير الحر عن سيادة الشعب قد حظي بقبول جميع الأطراف بمن فيهم أولئك الذين روجوا للاستفتاء». نستور كيرشنر، الرئيس الأرجنتيني وصف شافيز بأنه «ديمقراطي عظيم». وجاء رد فعل تجمع الميركوسور على أنه «فج» من وزير الخارجية الكوبي فيليبي بيريز روكيه: «إن الذين نظموا مؤامرات لزعزعة استقرار فنزويلا، ولإلغاء حكومتها المنتخبة ديمقراطيا، بل ولمحاولة انقلاب ضد الرئيس شافيز، نشطون ونأمل في أن يتركوا الشعب الفنزويلي وأن يسمحوا له ببناء مستقبله في سلام».
وقد رحبت الإدارة الأمريكية للرئيس جورج دبليو. بوش بالهزيمة واعتبرتها انتصارا للديمقراطية. وقال بوش «الشعب الفنزويلي رفض حكم رجل واحد. لقد صوتوا لصالح الديمقراطية». وقال متحدث باسم مجلس الأمن القومي: «نهنئ شعب فنزويلا على تصويته ورغبته المستمرة في العيش في حرية وديمقراطية». وقال وكيل وزارة الخارجية: «لقد شعرنا أن هذا الاستفتاء سيجعل من شافيز رئيسا مدى الحياة، وهذا ليس تطورا محمودا على الإطلاق. وفي بلد يريد أن يكون ديمقراطيا، تحدث الشعب، وتحدث الشعب عن الديمقراطية وضد سلطة غير محدودة».
ووصف الامين العام لمنظمة الدول الأمريكية خوسيه ميغيل انسولزا نتائج الاستفتاء بأنها «تطور مثالي» من جانب الحكومة والشعب الفنزويليين، وقال إن الديمقراطية في الأمريكتين «اجتازت اختبارا صعبا وخرجت أقوى، مما يظهر بوضوح توطيدها». وأعرب مراسلون بلا حدود عن الأمل في أن تؤدي نتيجة التصويت إلى إنهاء «الحرب الإعلامية» في فنزويلا.